# 揚布拉斯班巴區
5°45′S 77°54′W / 5.750°S 77.900°W
揚布拉斯班巴區（西班牙語：Distrito de Yambrasbamba），是秘魯的一個區，位於該國北部亞馬遜大區的邦加拉省，始建於1870年12月26日，面積1,716平方公里，海拔高度1,903米，2014年人口8,070，人口密度每平方公里4.7人。